# Sveučilište u Zaragozi
Sveučilište u Zaragozi (šp. Universidad de Zaragoza) javno je sveučilište u Španjolskoj. Osnovano je 1542. godine, a svoju povijest vuče još od škola iz 7. stoljeća. Na sveučilištu studira preko 38 000 studenata (2003.).

## Vanjske poveznice
|  | Zajednički poslužitelj ima još gradiva o temi Universidad de Zaragoza |

- Službena stranica